# 16-поверховий будинок архітектора Суворова
Проєкт 16-поверхового цегляного житлового будинку було розроблено в Київпроєкті архітектором В. Л. Суворовим і інженером М. Н. Паничем. 
Перші три будинки побудовані в Києві на Лівобережному масиві (вулиця Раїси Окіпної) в 1977–1982. Далі були зведені у Києві ще один будинок на Шулявці, один на Лівобережному й один у Донецьку.

## Опис
Несні стіни цегляні товщиною 51 см. Висота поверху 2,8 м, від підлоги до стелі 256 см. Повна висота будинку по парапету ліфтової надбудови 53,2 м.
Згідно українських будівельних норм для такої поверховості будинок має два ліфти, один із яких вантажно-пасажирський, і балкон незадимлених сходів.
У будинку розміщується 71 помешкання: 7 однокімнатних (площею житловою по 17,7 і загальною по 34,2 м²), 24 двокімнатних (32,3—32,4/55,8–57,2 м²), 32 трикімнатних (49,8—50,1/73,8—79,5) і 8 чотирикімнатних (65,2/94,1). Туалет і ванна окремі крім однокімнатних квартир.

1 поверх
2–8 поверхи
9–16 поверхи

## Світлини

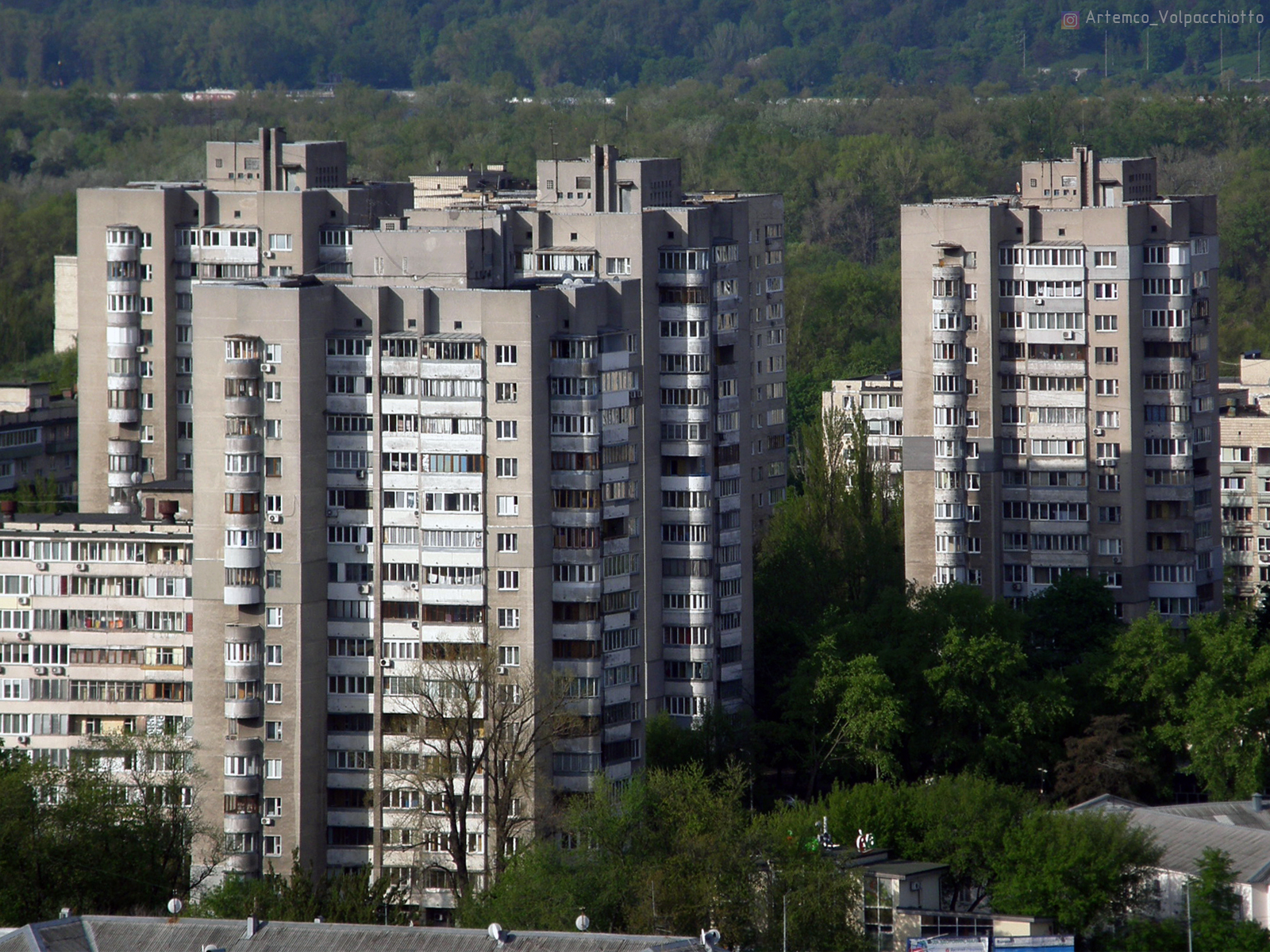
Київ, вул. Окіпної, на передньому пляні № 1 (1986), праворуч № 3В (1982 р.)
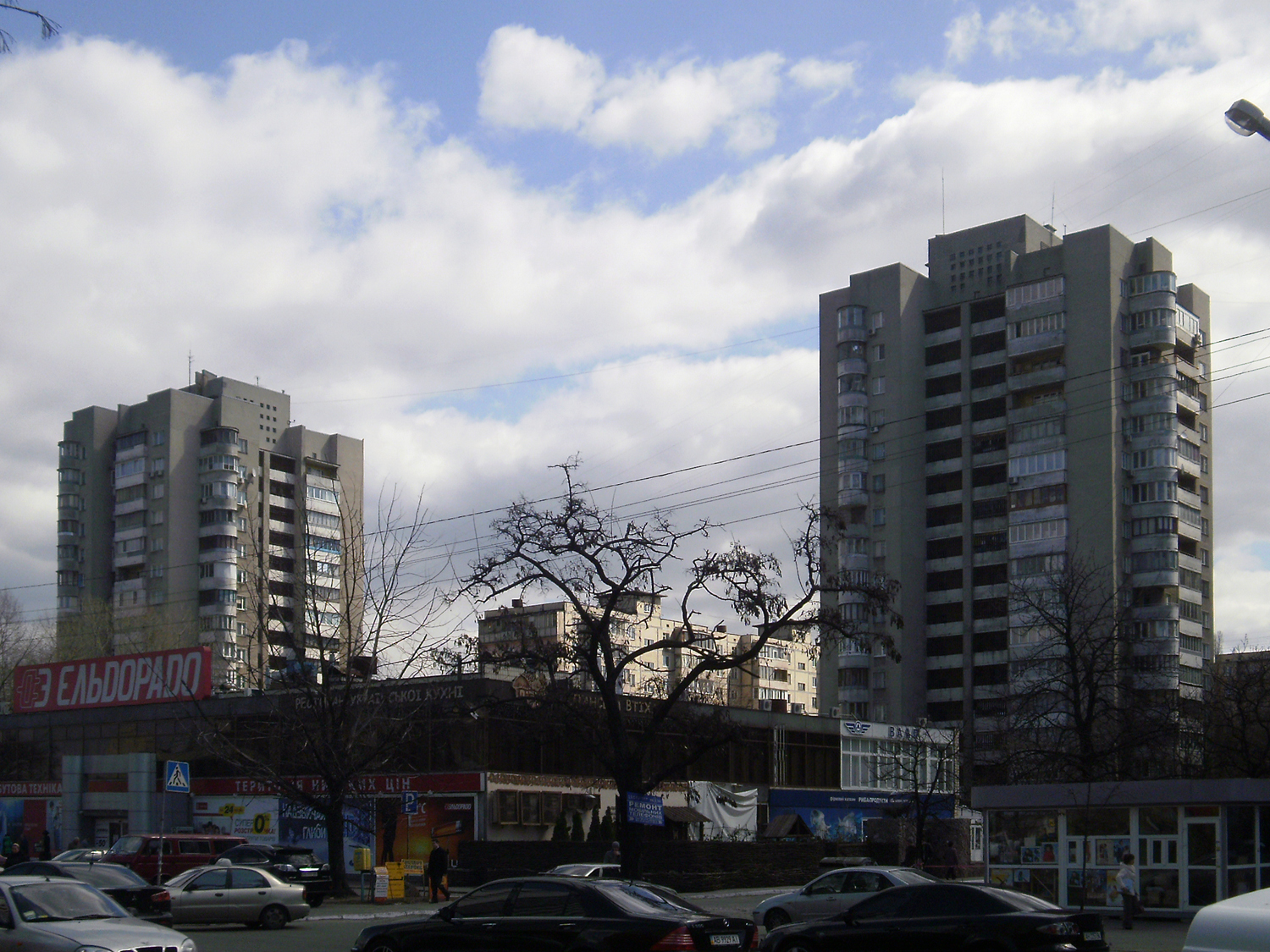
Київ, вул. Окіпної, 1 (1986) і 3а (1981 р.)
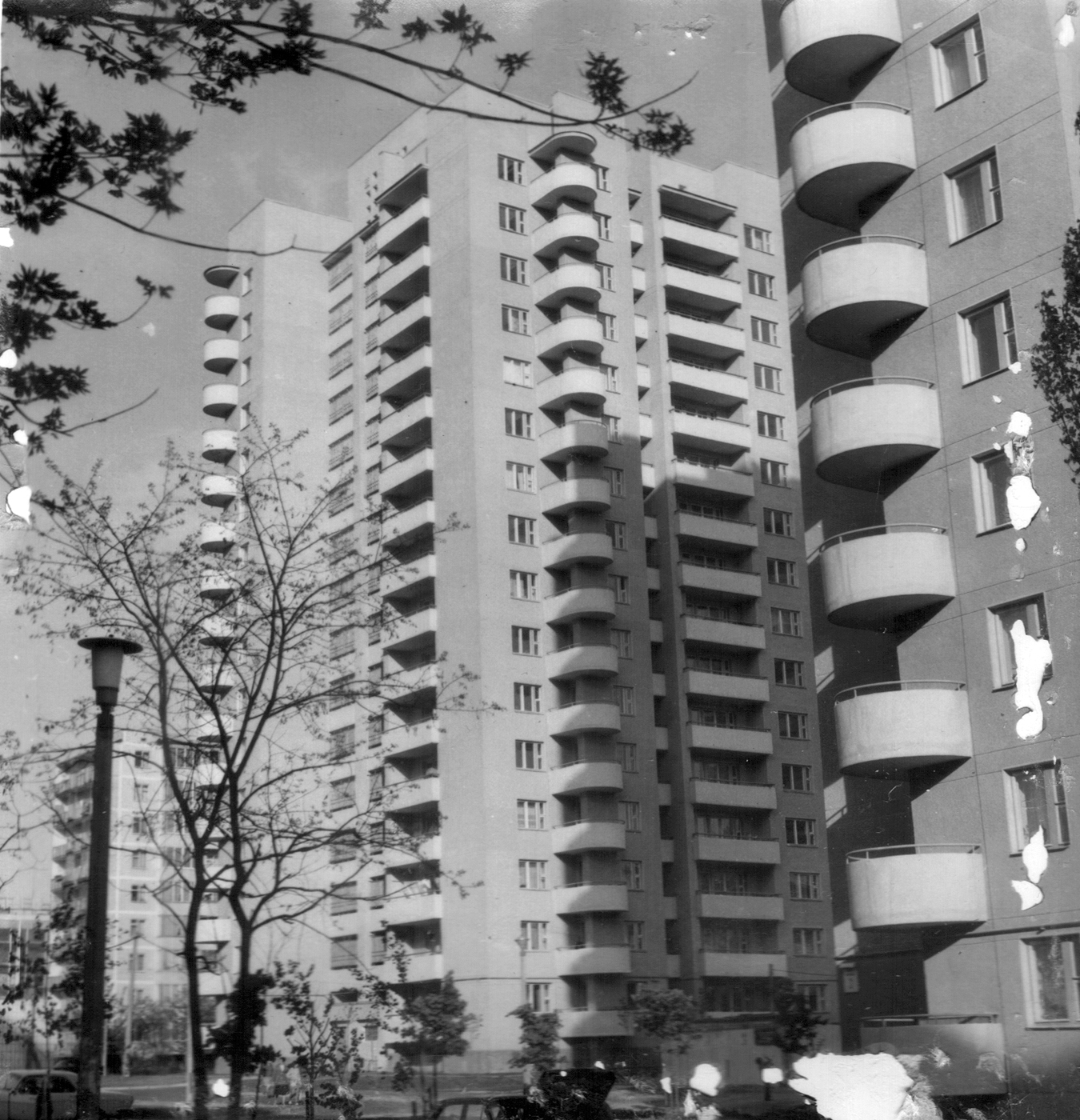
Київ, вул. Окіпної, 3а (1977–1981)
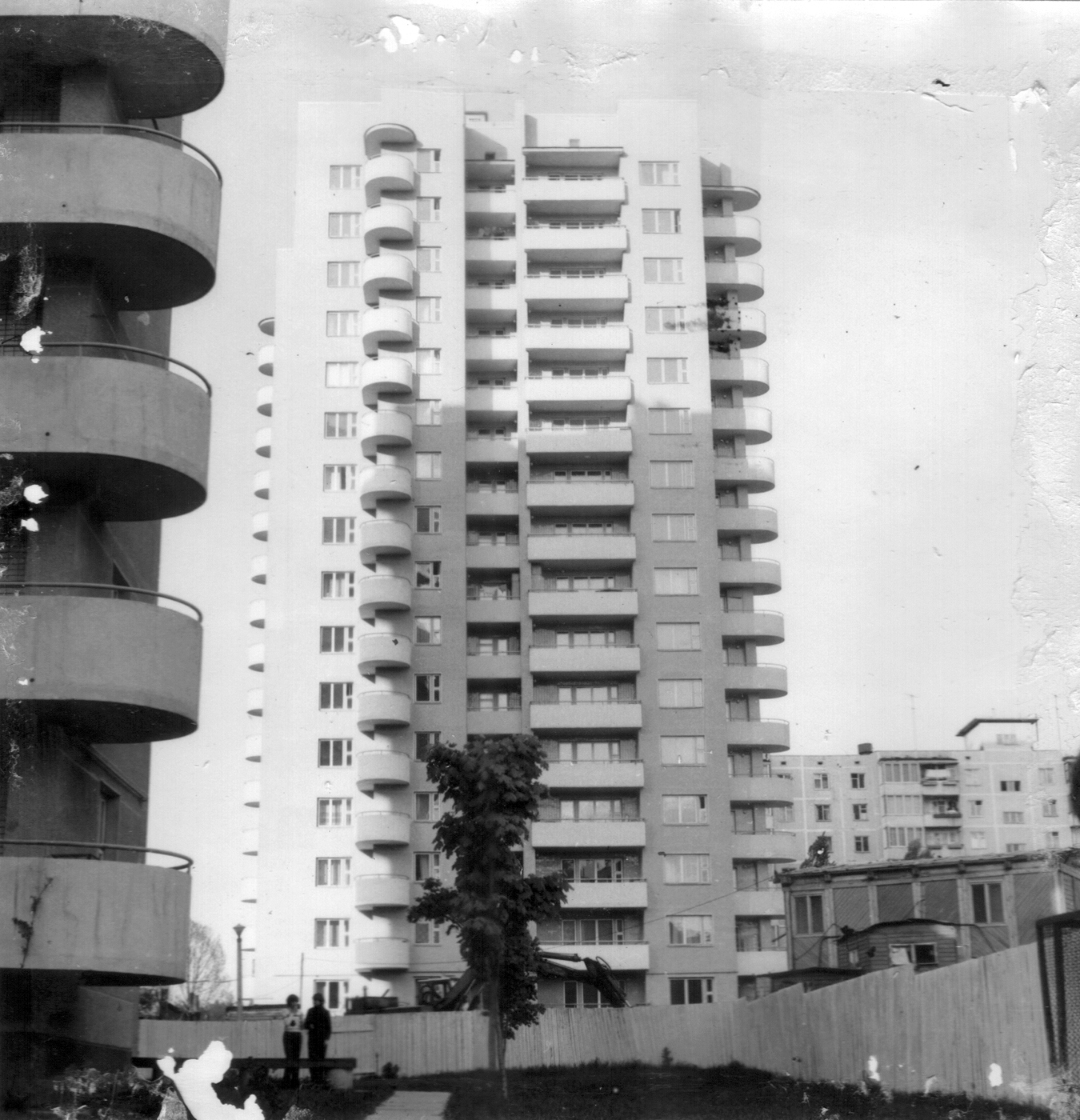
Київ, вул. Окіпної, 3а (1977–1981)
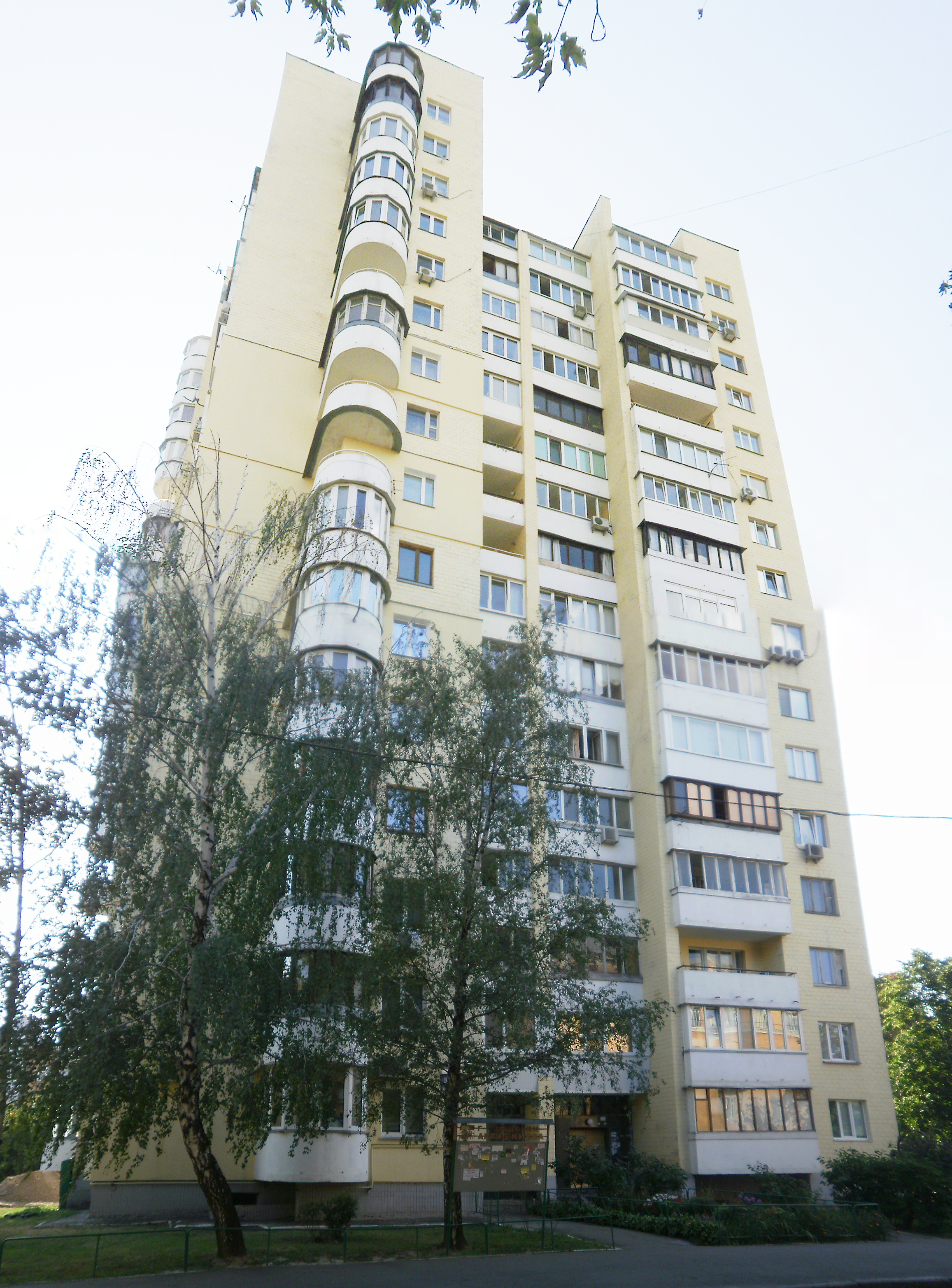
Київ, Шулявка, вул. Академіка Янгеля, 14/1 вул. Сім'ї Бродських (1982 р.)
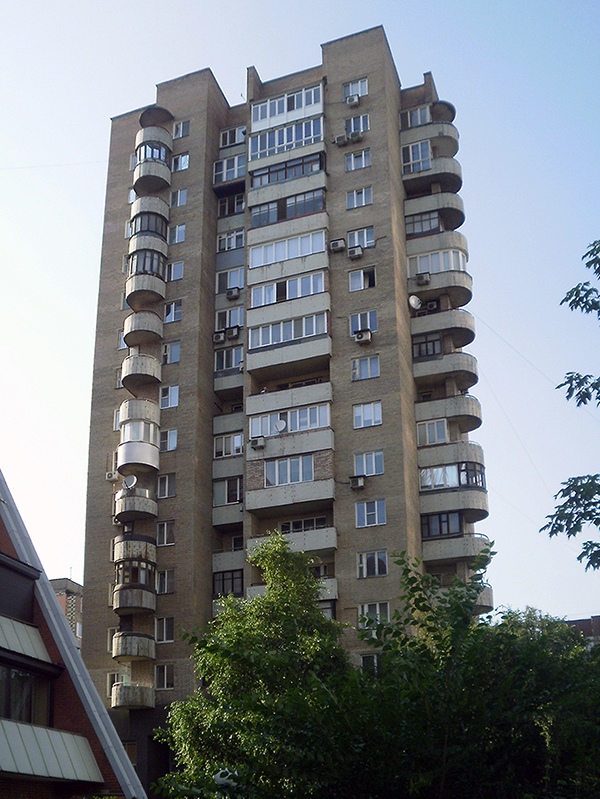
Донецьк, вул. 50-річчя СРСР, 37